# Cathédrale de l'Ascension de Sophia
Cette  cathédrale n’est pas la seule cathédrale de l'Ascension.
La cathédrale de Sophia (en russe : Софийский собор), ou cathédrale de l'Ascension, est située dans la ville ancienne de Sophia, qui fait partie aujourd'hui de la ville de Pouchkine (nommée avant 1937 Tsarskoïe Selo), sous la juridiction de Saint-Pétersbourg. Elle fait partie des églises de l'ordre de l'Empire russe et de l'ordre de Saint-Vladimir. Elle est un parfait exemple du palladianisme en Russie qui intègre des éléments de l'architecture byzantine.
La cathédrale se trouve sur la place Sophia de la ville de Pouchkine et dépend de l'éparchie de Saint-Pétersbourg. C'est une cathédrale de l'Église orthodoxe russe.

## Histoire

### 1780-1917
Lors de la fondation en janvier 1779 de la ville de Sophia par Catherine II, la souveraine propose de construire une église du souvenir en l'honneur de la victoire de la Russie lors de la guerre russo-turque de 1768-1774. Dans le contexte de l'époque de la « question d'Orient », l'église devait rappeler par son style la basilique Sainte-Sophie à Istanbul. Mais les difficultés économiques n'ont pas permis de réaliser la totalité du projet.

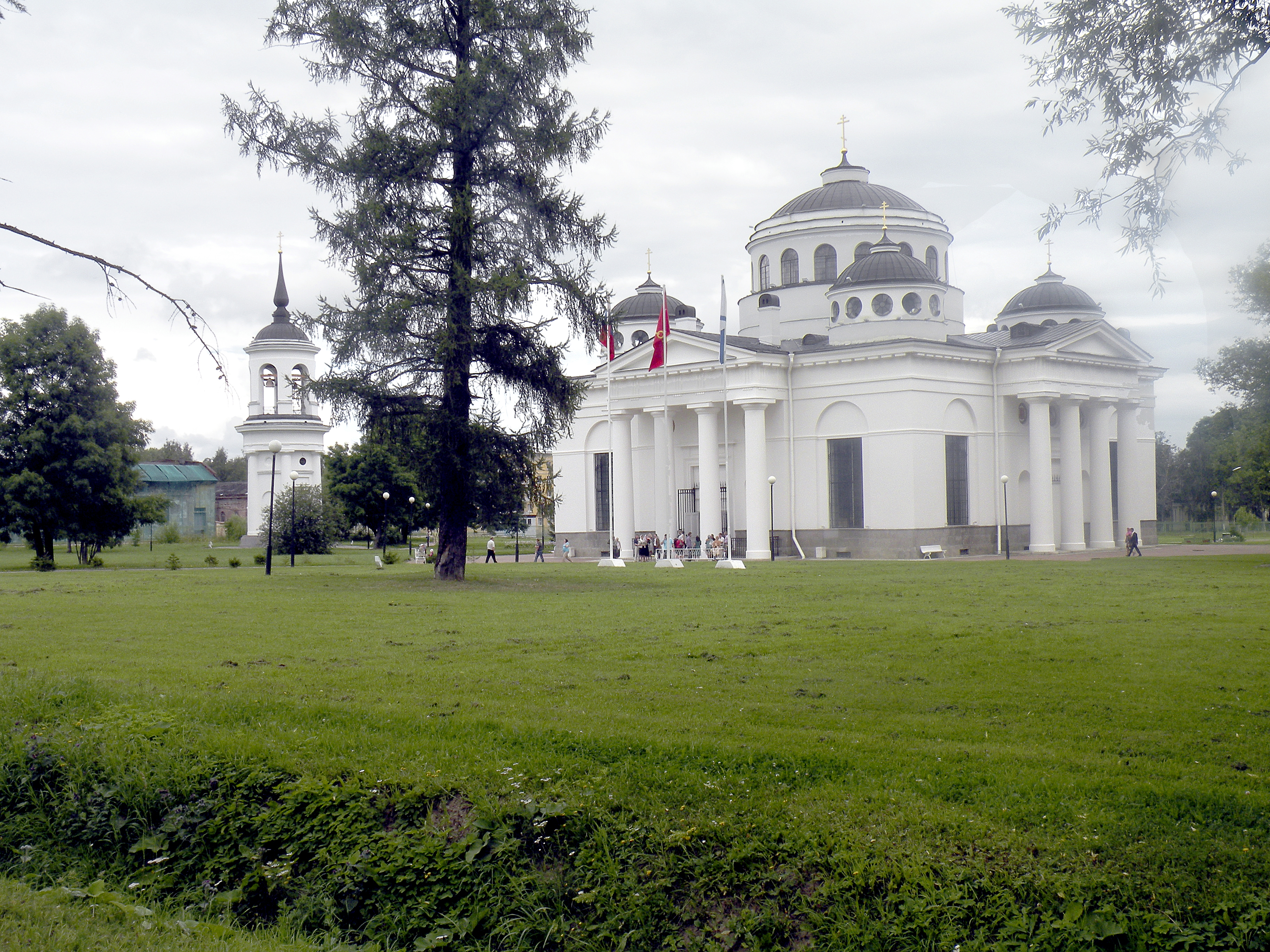
La cathédrale de Sophia depuis le parc qui l'entoure à Pouchkine.

Le 30 juillet 1782 (10 août dans le calendrier grégorien), dans l'église en bois des saints Constantin et Hélène, en présence de la famille impériale est célébré un office en l'honneur de la fondation de la nouvelle église de Sophia. Les travaux de conception et de construction sont réalisés par l'architecte écossais Charles Cameron. Il est assisté par Ivan Starov. La consécration de l'édifice a lieu le 31 mai 1788 (le 20 juin dans le calendrier grégorien) en présence de Catherine II, de sa famille et des courtisans. C'est Gabriel (Petrov), métropolite de Saint-Pétersbourg qui préside la cérémonie. Le recteur de la nouvelle cathédrale qui est nommé est l'archiprêtre Andreï Samborski, confesseur d'Alexandre Ier et de Constantin Pavlovitch de Russie. Lors de sa consécration et jusqu'en 1845, la cathédrale devient également une chapelle de l'ordre de Saint-Vladimir. 
À l'origine, les cloches ont été placées dans les petits tambours de la cathédrale. En 1903-1904, selon le projet de l'architecte Léon Benois, un clocher séparé du corps de la cathédrale est construit. Au rez-de-chaussée de ce clocher se trouve une chapelle dédiée à Séraphin de Sarov.

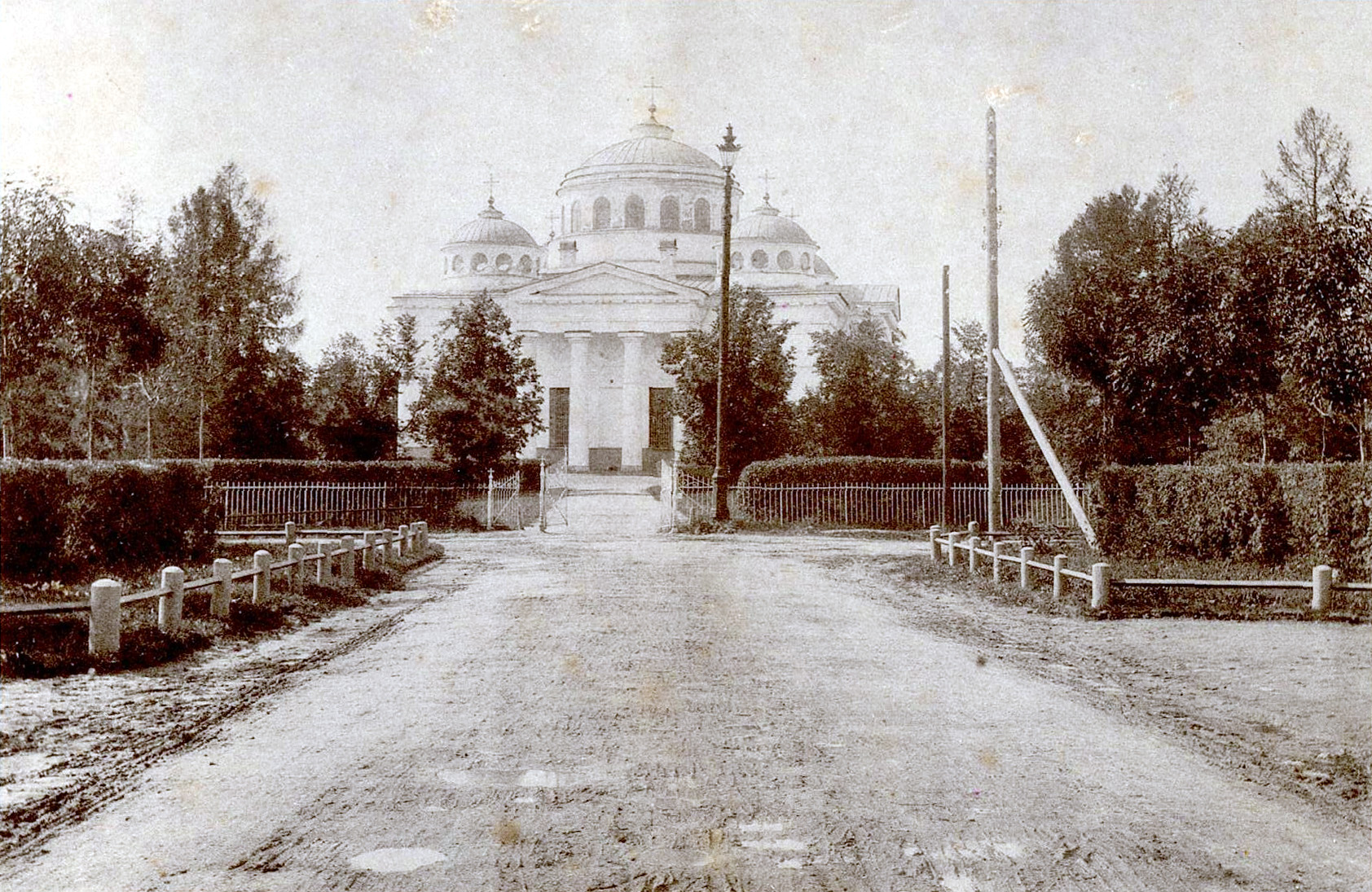
Vue depuis l'est. Photographie de 1890.

### 1917-1988
Depuis 1918, la cathédrale Sophia est devenue une église paroissiale.
Le 6 novembre 1933, le comité exécutif de Leningrad (à l'époque soviétique) ferme la cathédrale. La résolution n'est toutefois signée que le 10 octobre 1934. Le bâtiment est alors devenu un entrepôt pour la 32e brigade mécanisée. Après la grande guerre patriotique, il est encore utilisé comme entrepôt.

### Depuis 1988
Le 8 juin 1989, le jour de la fête de l'Ascension de Notre-Seigneur, une première cérémonie religieuse a pu se tenir. En avril 1991, son clocher a été restauré. Le 20 mars 1995, la cathédrale de Sophia est reconnue comme édifice dont l'architecture est d'importance fédérale. Le 17 mai 1999, une nouvelle consécration de la cathédrale a eu lieu. Du 28 mai au 31 mai 2009 a été célébré le 20e anniversaire de la reprise du culte dans la cathédrale. Des cérémonies religieuses et un concert festif ont été organisés.
Le 28 mai 2009, la cathédrale a reçu la visite du patriarche Cyrille de Moscou.

## Architecture, décoration et édification de la cathédrale
La cathédrale de Sophia est un des premiers exemples d'architecture néo-classique à Saint-Pétersbourg et dans sa banlieue.
Le volume cubique principal est couronné de cinq coupoles sur tambours dont quatre de tailles relativement petites. Les façades sont décorées de portiques d'ordre dorique. Les murs sont creusés de niches peu profondes surmontées d'arcs semi-circulaires qui entourent les ouvertures rectangulaires des fenêtres.
Dans ces niches, sur la façade ouest, ont été posées, en 1999-2009, des mosaïques et des figures émaillées. 
Dans les niches, le long du côté de l'entrée principale des sculptures de bronze d'Alexandre Nevski et d'Igor Tchernigovski ont été installées le 13 juin 2013. Ces sculptures sont l'œuvre de l'artiste arménien Albert Avetissian et ont été réalisées en France.

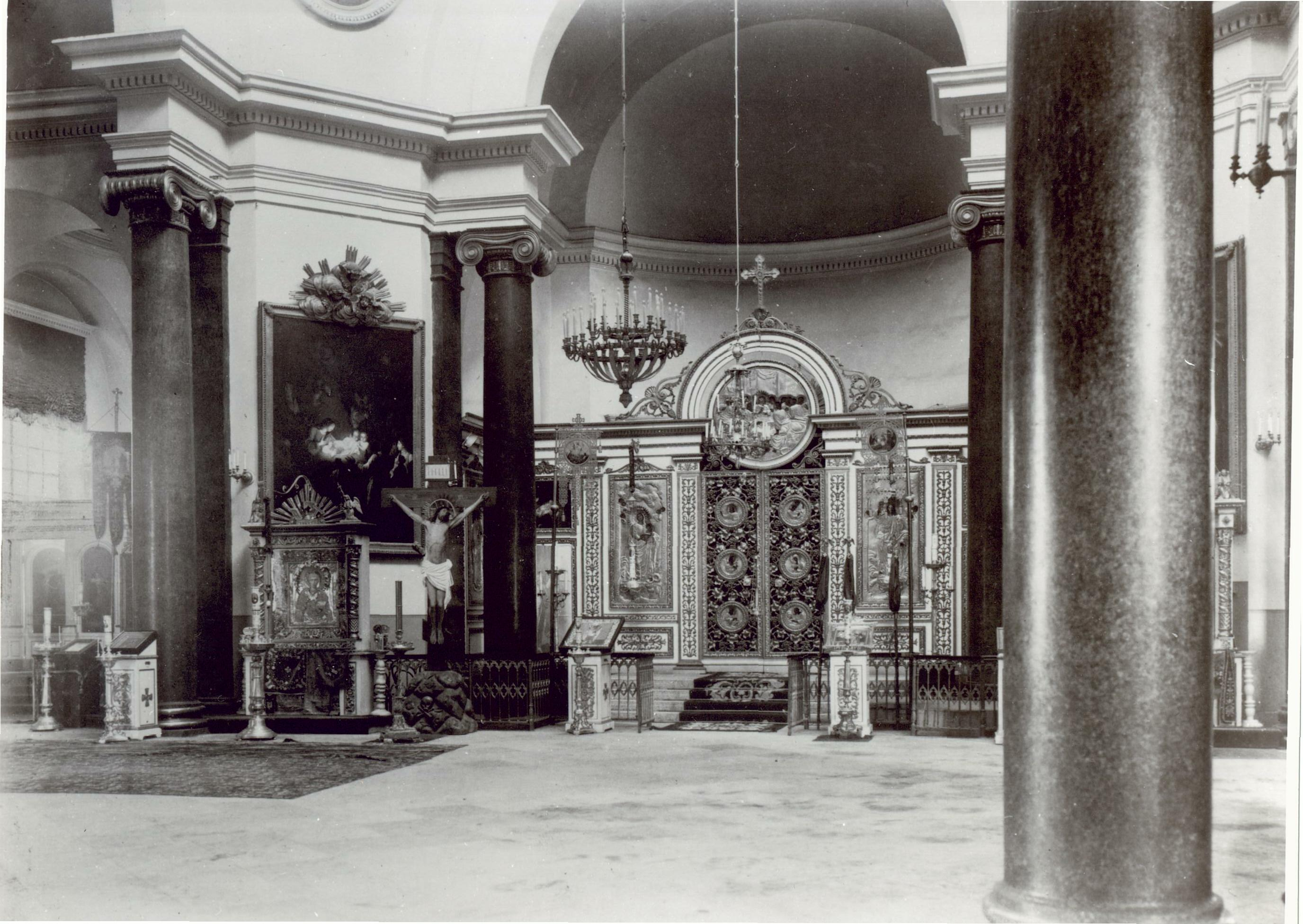
Iconostase de la chapelle principale, dans les années 1900.

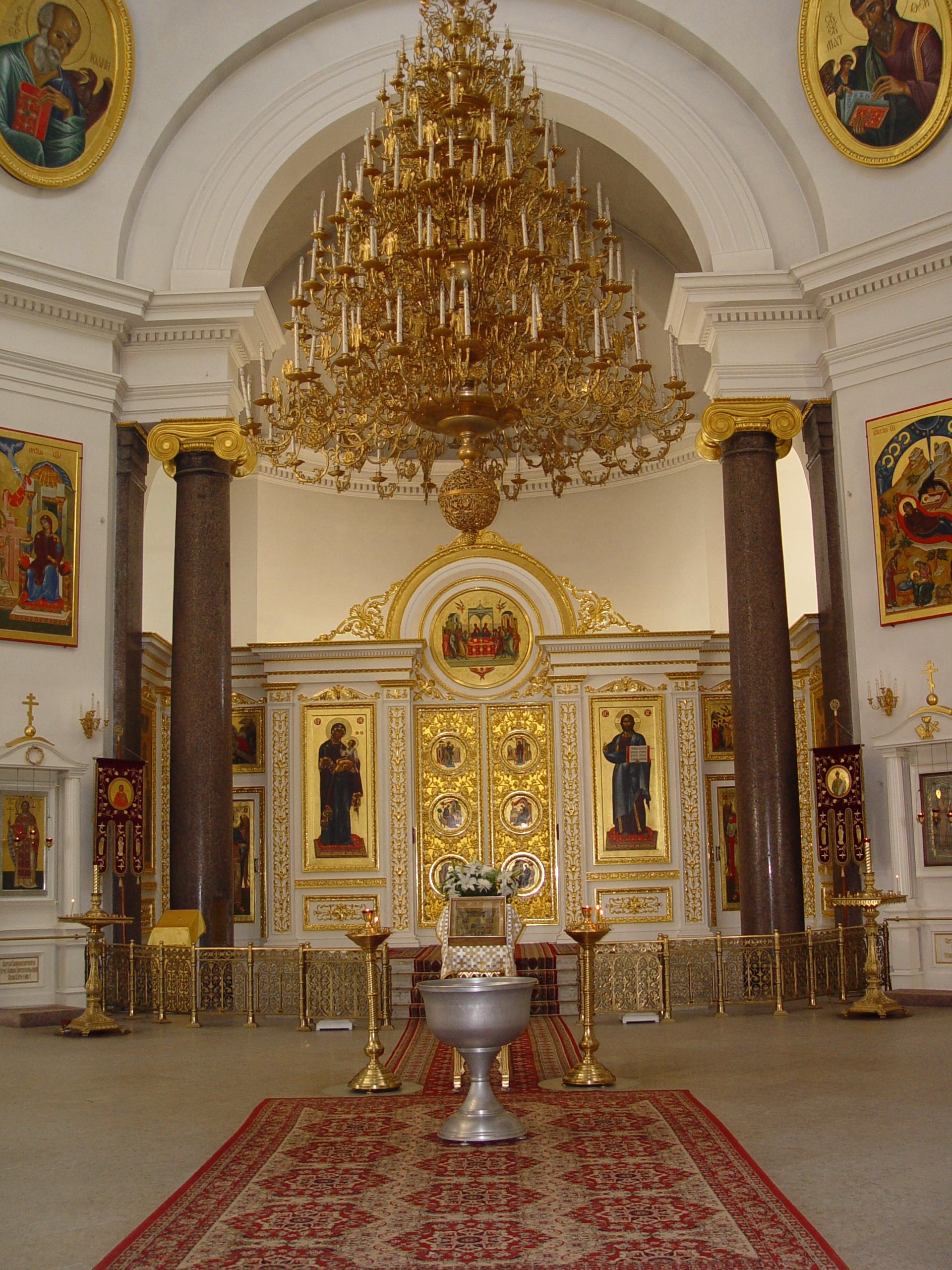
Vue actuelle de l'iconostase.

Le dôme central est doublé à l'intérieur d'un second dôme qui supporte celui du dessus, plus petit.
L'intérieur de la cathédrale est divisé par quatre pylônes ainsi que huit colonnes de granite poli d'ordre ionique aux chapiteaux et aux bases dorés. Certaines colonnes gardent des traces des dommages causés par les incendies qui se sont produits quand la cathédrale était fermée durant l'époque soviétique.